# Peter C. Manz
Peter C. Manz (* 1. Januar 1946 in Immenstadt im Allgäu) ist ein römisch-katholischer Theologe und emeritierter Domkapitular im Bistum Augsburg. Von 2003 bis 2011 war er geschäftsführender Direktor des Caritasverbandes für die Diözese Augsburg e.V.

## Leben
Am 23. Juni 1973 wurde Peter C. Manz in Augsburg zum Priester geweiht. 1973 war er zuerst Aushilfspriester in der Pfarrei St. Peter Neuburg an der Donau und anschließend in Lauben. Ab September 1973 war er für drei Jahre Kaplan in der Pfarrei St. Georg in Augsburg. 1976 folgte seine Kaplanszeit in Memmingen, St. Josef.
Ab September 1978 war er Religionslehrer in Sonthofen, ab Oktober 1980 Studienrat und ab 1985 Oberstudienrat am Gymnasium in Sonthofen. Ab 23. Januar 1985 bis 2001 war Peter C. Manz Mitglied im Priesterrat der Diözese Augsburg, unter anderem als dessen Sprecher. 1986 wurde er als Oberstudienrat i.K. und zugleich als stellvertretender Direktor an die Fachakademie für Gemeindepastoral in Neuburg an der Donau berufen. Am 1. September 1990 kam Peter C. Manz als Pfarrer nach Memmingen-St. Josef. 1998 wurde er Leiter der Fortbildung für Priester.
Am 1. September 2000 erfolgte seine Ernennung zum Domkapitular und Leiter des Referates Verbändepastoral der Diözese Augsburg.
Drei Jahre später, 2003, wurde er zum Bischöflichen Referenten für Caritas und Soziales und außerdem zum Diözesan-Caritasdirektor ernannt.
Diese Ämter hatte er bis 2011 inne. Von 2011 bis 2015 amtierte Manz schließlich als Caritasratsvorsitzender. 2017 trat er in den altersbedingten Ruhestand ein und gab seine verbliebenen Ämter ab. Manz ist bereits seit 2012 als Aushilfsgeistlicher in der Pfarreiengemeinschaft Stadtbergen adskribiert, wo er auch weiter als Seelsorger tätig ist.